# Гугнин Анатолій Георгійович
Анатолій Георгійович Гугнин (17 листопада 1949 — 5 січня 2001) — український актор пантоміми, режисер та хореограф, відомий своєю діяльністю у Львові.

## Біографія
Анатолій Гугнин народився 17 листопада 1949 року. У 1954 році сім'я переїхала до Львова із Запоріжжя.
1970-1973 рр. — закінчив Університет підвищення кваліфікації керівників художньої самодіяльності. В цей же період Анатолій Гугнин стає керівником студії «Арлекін» при центральному Палаці піонерів.
1978 р. — Разом зі своїми вихованцями Анатолій Гугнин брав участь у зйомках першої серії фільму «Д'Артаньян та три мушкетери», знятий режисером Георгієм Юнгвальдом-Хількевичем. Фільм знімали в основному у Львові. Ми можемо побачити на кадрах фільму з першої серії, групу вихованців Львівської студії «Арлекін».
1984 р. — на тлі студії «Арлекін», режисер відкриває театр-студію «Експромт». Основа колективу залишилися незмінною: Дмитро Казанджев, Вадим Хом'як, Лариса Гугнина, Ірина Гугнина, Наталя Микитюк, Наталя Лєйкіна та ін. В активі театру були вистави: «Ця весела планета», присвячена боротьбі за мир; «Арлекіно» — про жорстокість світу капіталу; «Подаруй свою радість» та інші.
1986 р. — ідея створення театру «Мімограф». Театр змінює приміщення і базується в Палаці культури ім. М. Кузнєцова (тепер ім. Г. Хоткевича).

### Театр «Мімограф»
Серед безлічі театральних форм мистецтва пантоміма завжди була особливою — мовою тіла, де слова стають зайвими, а емоції говорять через рухи. У Львові існує унікальний театр, який несе цей жанр до глядачів із майстерністю та пристрастю. Це — театр пантоміми «Мімограф».
Його засновник і натхненник — Анатолій Гугнин (1949—2001), актор, режисер і викладач. А. Гугнин — не лише керівник, але й серце та душа театру. Він поєднує класичні традиції з інноваційними підходами, створюючи вистави, які вражають своєю глибиною, пластичністю і драматургічною силою.

### Про театр
«Мімограф» (був заснований 1986 р.) — це лабораторія, де народжуються сенсації без жодного слова. Їхні вистави досліджують людські емоції, універсальні теми життя і смерті, кохання і втрат. Кожен рух — це ретельно продуманий жест, який розкриває більше, ніж міг би сказати будь-який текст.
Анатолій Гугнин вірив, що пантоміма — це не просто відсутність слів, а спосіб заглибитися у саму сутність людського буття. Він працює з акторами над технікою тіла, навчаючи їх відчувати простір і свій внутрішній голос без звуків. Його стиль — синтез класики Марселя Марсо та сучасних експериментальних підходів.

### Фестивальна діяльність
1992 рік — виникає можливість поїздки до Японії у м. Тояма на міжнародний театральний фестиваль. Під час підготовки до фестивалю номерів стає все більше. З'являється номер «Пташка в клітці» і вистава «Земля».
1996 р. — співпраця з Борисом Озеровим, що ознаменувалася роботою над виставою «Чума на обидві ваші домівки» за п'єсою Г. Горіна. А. Гугнин виступає не тільки як актор у ролі Міма, але й як один з хореографів, ще й як директор і продюсер.
1996 р. — міжнародний театральний фестиваль Аматорських театрів у США.

## Пам'ять
На його пам'ятнику викарбувано напис «Я був мім», що символізує його внесок у мистецтво пантоміми.